# Estanislau Marques Chindekasse

Bischofswappen von Estanislau Marques Chindekasse

Estanislau Marques Chindekasse SVD (* 18. August 1958 in Huambo, Angola) ist ein angolanischer Ordensgeistlicher und römisch-katholischer Bischof von Dundo.

## Leben
Estanislau Marques Chindekasse trat der Ordensgemeinschaft der Steyler Missionare bei, legte er 1986 die ewige Profess ab und empfing am 22. November 1987 durch den Bischof von Malanje, Eugénio Salessu, das Sakrament der Priesterweihe.
Am 22. Dezember 2012 ernannte ihn Papst Benedikt XVI. zum Bischof von Dundo. Der Erzbischof von Lubango, Gabriel Mbilingi CSSp, spendete ihm am 3. März 2013 die Bischofsweihe; Mitkonsekratoren waren der Erzbischof von Huambo, José de Queirós Alves CSsR, und der Erzbischof von Saurimo, José Manuel Imbamba. Die Amtseinführung im Bistum Dundo fand am 17. März 2013 statt. 